# Alex Pereira
Alex Sandro Silva Pereira (ur. 7 lipca 1987 w São Bernardo do Campo) – brazylijski kick-bokser i zawodnik mieszanych sztuk walki (MMA). Były mistrz Glory w wadze średniej i półciężkiej. Były mistrz UFC w wadze średniej oraz półciężkiej.
Jest dziewiątym zawodnikiem w historii UFC, który został mistrzem w dwóch różnych kategoriach wagowych i pierwszym, który został mistrzem zarówno w wadze średniej, jak i półciężkiej w organizacji.

## Życiorys
Dorastając w Faweli, porzucił szkołę średnią by pracować jako pomocnik murarza, a potem w zakładzie wulkanizatorskim. Pracował tam przez 14 lat. Pod wpływem kolegów zaczął pić i ostatecznie stał się alkoholikiem. W 2009 roku zaczął trenować kick-boxing, aby pozbyć się nałogu.
W kwietniu 2024 roku Pereira pobił rekord Francisa Ngannou (129 161 jednostek) w sile najsilniejszego ciosu na świecie, który wyniósł aż 191,796 jednostek. Niedługo później rekord Pereiry został pobity przez strongmana, Eddie Halla, wynoszący aż 208,901 jednostek.

## Kariera w boksie amatorskim
Zanim stał się wybitną postacią w kickboxingu i mieszanych sztukach walki, miał znaczącą karierę w boksie amatorskim w Brazylii. Prawdopodobnie brał udział w 28 amatorskich walkach bokserskich, osiągając rekord 25 zwycięstw, wszystkie przez nokaut, i zaledwie 3 porażki. Charakterystyczna siła Pereiry, zwłaszcza jego niszczycielski cios lewy sierpowy, stała się istotna na początku jego kariery amatorskiej, co widać w filmach przedstawiających jego wielokrotne nokauty. Postawa bokserska Pereiry przyciągnęła uwagę wybitnych osobistości sportów walki. Ryan Garcia, będąc pod wrażeniem umiejętności Poatana, publicznie wyraził zainteresowanie treningiem z nim, podkreślając, jak trudno jest wykończyć przeciwników w boksie amatorskim. Umiejętności Pereiry w szeregach amatorskich wzbudziły podziw także innych elitarnych bokserów, co jeszcze bardziej podkreśliło jego wszechstronność w wielu dyscyplinach sportów walki.

## Kariera w kick-boxingu

### Wczesna kariera
Od 2010 startuje w kick-boxingu. Swój pierwszy zawodowy tytuł zdobył 31 marca 2012 zostając mistrzem Brazylii w wadze do 85 kg po pokonaniu Cleia Silvy. 7 lipca 2012 wygrał krajowy turniej WGP wagi do 85 kg pokonując w finale ponownie na punkty Silvę. 
10 listopada tego samego roku w São Paulo stoczył pojedynek z Holendrem Jasonem Wilnisem o mistrzostwo It’s Showtime, który ostatecznie przegrał przez techniczny nokaut w drugiej rundzie.
24 sierpnia 2013 zdobył pas mistrza panamerykańskiego organizacji WAKO Pro w formule K-1 po znokautowaniu Argentyńczyka Matíasa Adaro. 
Pod koniec roku 21 grudnia ponownie wziął udział w turnieju WGP, tym razem ulegając w finale Césarowi Almeidzie na punkty.

### Glory
Na początku 2014 związał się z organizacją Glory, debiutując w niej 8 marca, w turnieju pretendentów wagi średniej (do 85 kg),  który wygrał, pokonując jednego wieczoru Amerykanina Dustina Jacoby’ego i Ormianina Sahaka Parparjana. W związku z wygranym turniejem 21 czerwca został włączony do kolejnego, mającego wyłonić inauguracyjnego mistrza świata Glory w wadze średniej, jednak rywalizację zakończył już na pierwszym pojedynku ulegając na punkty Rosjaninowi Artiomowi Lewinowi.
3 kwietnia 2015 podczas gali Glory 20 przegrał w pierwszej walce turnieju pretendentów w rewanżowym starciu z Jasonem Wilnisem, natomiast 25 lipca został mistrzem WGP w wadze 85 kg.
31 lipca 2016 wystąpił dla chińskiej organizacji Kunlun Fight, gdzie przegrał przed czasem z Ukraińcem Arturem Kyszenko. 29 kwietnia 2017 wziął udział w kolejnym turnieju pretendentów Glory, lecz przegrał w finale z Tunezyjczykiem Yousrim Belgarouim jednogłośnie na punkty.
16 września 2017 obronił pas WGP nokautując Maycona Silvę w drugiej rundzie, natomiast niespełna miesiąc później 14 października został mistrzem świata Glory pokonując obrońcę tytułu, Kanadyjczyka Simona Marcusa jednogłośnie na punkty. Jeszcze w tym samym roku 9 grudnia obronił pas Glory w rewanżowym starciu z Belgarouim którego pokonał przez TKO w trzeciej rundzie.
20 lipca 2018 w drugiej obronie pasa Glory ponownie zmierzył się z Belgarouim, pokonując go przez KO w pierwszej rundzie. 14 września 2018 podczas gali Glory 58 w Chicago po raz trzeci obronił mistrzostwo wagi średniej, wypunktowując w rewanżu Simona Marcusa.
Pereira wyzwał do walki Artioma Wachitowa o tytuł Glory w wadze półciężkiej na Glory 77. Wygrał walkę niejednogłośną decyzją, stając się pierwszym zawodnikiem w historii Glory, który jednocześnie posiadał dwa pasy.
Później został pozbawiony tytułu mistrzowskiego w wadze średniej.
W pojedynku rewanżowym z Artiomem Wachitowem na Glory 78: Arnhem, w swojej pierwszej obronie tytułu przegrał decyzją większościową.

## Kariera MMA

### Wczesna kariera
Przechodząc z kick-boxingu, zadebiutował w MMA w 2015 roku, przegrywając walkę przez poddanie. Następnie odnosząc dwa zwycięstwa z rzędu, ogłosił, że podpisał kontrakt na walkę z Diego Henrique da Silvą w brazylijskiej edycji Dana White’s Contender Series 10 sierpnia 2018 roku. Pojedynek nie został zmaterializowany, ponieważ Glory nie pozwoliła Pereirze na konkurowanie.
22 października 2020 r. pojawiła się wiadomość, że podpisał kontrakt z Legacy Fighting Alliance. 20 listopada 2020 roku w debiucie zmierzył się przeciwko Thomasowi Powellowi. Wygrał walkę nokautując rywala lewym hakiem.

### UFC

Pereira (2021)

3 września 2021 podpisał z największą organizacją MMA na świecie – UFC. W debiucie zmierzył się przeciwko Andreasowi Michailidisowi 6 listopada 2021 na UFC 268. Wygrał walkę przez TKO na początku drugiej rundy po tym, jak powalił Michailidisa latającym kolanem. Zwycięstwo przyniosło mu pierwszy bonus za występ wieczoru.
Podczas UFC Fight Night: Santos vs. Ankalaev odniósł swoje drugie zwycięstwo w oktagonie, wygrywając jednogłośną decyzją sędziów z Bruno Silvą.
30 lipca 2022 roku na UFC 277 miał zmierzyć się z Seanem Stricklandem, ale organizacja zdecydowała się przenieść ich pojedynek na UFC 276 w dniu 2 lipca 2022. Pereira znokautował rywala lewym sierpowym w pierwszej rundzie walki. To zwycięstwo przyniosło mu drugą nagrodę za najlepszy występ wieczoru.

#### Mistrz wagi średniej
Na listopadowej gali UFC 281 w Madison Square Garden przystąpił do walki o pas mistrzowski UFC, gdzie zmierzył się z panującym mistrzem Israelem Adesanyą, z którym dwukrotnie walczył w formule kick-bokserskiej. Zwyciężył przez techniczny nokaut w piątej rundzie, zasypując gradem ciosów słaniającego się na nogach Adesanye i zdobył mistrzostwo wagi średniej. Po gali nowy mistrz otrzymał kolejny bonus za występ wieczoru.
8 kwietnia 2023 na UFC 287 doszło do jego rewanżu w formule MMA z Israelem Adesanyą. Pereira musiał tym razem uznać wyższość rywala, który odebrał mu tytuł mistrzowski kategorii średniej.

#### Przejście do wagi półciężkiej i zdobycie drugiego pasa
13 kwietnia 2023 roku Pereira ogłosił na Twitterze, że przechodzi do dywizji półciężkiej.
W drugiej walce wieczoru gali UFC 291, która odbyła się 29 lipca 2023 zadebiutował w wadze półciężkiej, mierząc się z byłym mistrzem tej dywizji, Janem Błachowiczem. Wyrównany pojedynek zwyciężył przez niejednogłośną decyzję sędziów (29-28, 28-29, 29-28). 
11 listopada 2023 podczas gali UFC 295 w Nowym Jorku przystąpił do walki o wakujący pas mistrzowski UFC w wadze półciężkiej, mierząc się z byłym mistrzem tej dywizji, Czechem, Jiřím Procházką. Pereira został nowym mistrzem, pokonując rywala przez techniczny nokaut w drugiej rundzie. Ta walka przyniosła mu bonus za występ wieczoru oraz uczyniła go dziewiątym zawodnikiem w historii UFC, który został mistrzem w dwóch różnych kategoriach wagowych. 
W walce wieczoru jubileuszowej gali UFC 300, która odbyła się 13 kwietnia 2024 w Las Vegas przystąpił do pierwszej obrony tytułu, mierząc się z byłym mistrzem, Jamahalem Hillem. W pierwszej rundzie znokautował rywala mocnym ciosem lewym sierpowym. 
Dwa miesiące później podczas wydarzenia UFC 303, które odbyło się 29 czerwca 2024 w Las Vegas przystąpił do drugiej obrony mistrzostwa UFC wagi półciężkiej. Jego rywalem w rewanżowym starciu został Jiří Procházka. Ponownie znokautował rywala w drugiej odsłonie rundowej, tym razem wysokim kopnięciem na głowę. Po walce został nagrodzony bonusem za najlepszy występ wieczoru gali. W późniejszym czasie trener Pereiry przekazał, że Brazylijczyk otrzymał dodatkowy, specjalny bonus od prezydenta UFC - Dany White'a, w wysokości 303 tys. dolarów. 
Do trzeciej obrony tytułu mistrzowskiego przystąpił 5 października 2024 w walce wieńczącej galę UFC 307, gdzie zmierzył się z będącym na passie 5 zwycięstw z rzędu Amerykaninem, Khalilem Rountree Jr.. Zwyciężył przez techniczny nokaut w czwartej rundzie, rozbijając ciosami Amerykanina. Pojedynek nagrodzono bonusem za najlepszą walkę wieczoru wydarzenia. 
8 marca 2025 w walce wieczoru wydarzenia UFC 313 stoczył pojedynek mistrzowski z Magomiedem Ankalajewem. Pereira przegrał jednogłośną decyzją sędziów, tracąc pas wagi półciężkiej. 

## Osiągnięcia

### Kick-boxing[13][20]

#### Amatorskie
- 2013: Mistrzostwa Świata WAKO w Kickboxingu – 2. miejsce w wadze -91 kg w formule K-1

#### Zawodowe
- 2012: mistrz Brazylii CBKB w wadze -85 kg w formule K-1
- 2013: WGP Kickboxing GP – 1. miejsce w wadze -85 kg
- 2013: mistrz panamerykański WAKO Pro w wadze junior lekkociężkiej
- 2014: Glory Middleweight Contender Tournament – 1. miejsce w wadze średniej
- 2015: mistrz WGP Kickboxing w wadze 85 kg
- 2017: mistrz świata Glory w wadze średniej
- 2019: tymczasowy mistrz świata Glory w wadze półciężkiej
- 2021: mistrz świata Glory w wadze półciężkiej[26]
- 2024: Glory Hall of Fame (galeria sław)[66]

### Mieszane sztuki walki
- Ultimate Fighting Championship
  - 2022-2023: Mistrz UFC w wadze średniej[45]
  - 2023-2025: Mistrz UFC w wadze półciężkiej

- MMAjunkie.com
  - 2022: Nokaut miesiąca lipiec vs. Sean Strickland[67]
  - 2022: Zawodnik Roku[68]
  - 2022: Przełomowy Zawodnik Roku[69]
- ESPN
  - 2022: Zawodnik Roku[70]
- Sherdog
  - 2022: Przełomowy zawodnik roku[71]
  - 2022: Zawodnik Roku[72]
- MMA Fighting
  - 2022: Zawodnik Roku[73]
- Sports Illustrated
  - 2022: Zawodnik Roku[74]
- Yahoo Sports
  - 2022: Zawodnik Roku[75]
- MMA Mania
  - 2022: Zawodnik Roku[76]
- Combat Press
  - 2022: Zawodnik Roku[77]
- World MMA Awards
  - 2023: Przełomowy zawodnik roku[78]
  - 2024: Zawodnik Roku im. Charlesa "Maski" Lewisa[79]

### Siła ciosu pięści
- 10.04.2024-25.04.2024: Rekord świata w sile najsilniejszego ciosu pięścią na świecie[8][9]

## Lista zawodowych walk w MMA
| Wynik     | Bilans | Przeciwnik (bilans przed walką)   | Rozstrzygnięcie                                    | Runda | Czas | Rozgrywki                            | Data       | Miejsce        | Uwagi                                                                                          |
| --------- | ------ | --------------------------------- | -------------------------------------------------- | ----- | ---- | ------------------------------------ | ---------- | -------------- | ---------------------------------------------------------------------------------------------- |
| Przegrana | 12-3   | Magomied Ankalajew (20-1-1. 1 NC) | Decyzja (jednogłośna)                              | 5     | 5:00 | UFC 313                              | 08.03.2025 | Las Vegas      | Stracił pas mistrzowski UFC w wadze półciężkiej. Main Event                                    |
| Wygrana   | 12-2   | Khalil Rountree Jr. (13-5. 1 NC)  | TKO (ciosy pięściami)                              | 4     | 4:25 | UFC 307                              | 05.10.2024 | Salt Lake City | Obronił pas mistrzowski UFC w wadze półciężkiej. Bonus za walkę wieczoru. Main Event           |
| Wygrana   | 11-2   | Jiří Procházka (30-4-1)           | TKO (wysokie kopnięcie na głowę i ciosy pięściami) | 2     | 0:13 | UFC 303                              | 29.06.2024 | Las Vegas      | Obronił pas mistrzowski UFC w wadze półciężkiej. Bonus za występ wieczoru. Main Event          |
| Wygrana   | 10-2   | Jamahal Hill (12-1. 1 NC)         | KO (lewy sierpowy i ciosy pięściami w parterze)    | 1     | 3:14 | UFC 300                              | 13.04.2024 | Las Vegas      | Obronił pas mistrzowski UFC w wadze półcięzkiej. Main Event                                    |
| Wygrana   | 9-2    | Jiří Procházka (29-3-1)           | TKO (lewy sierpowy i łokcie)                       | 2     | 4:08 | UFC 295                              | 11.11.2023 | Nowy Jork      | Zdobył zwakowany pas mistrzowski UFC w wadze półcięzkiej. Bonus za występ wieczoru. Main Event |
| Wygrana   | 8-2    | Jan Błachowicz (29-9-1)           | Decyzja (niejednogłośna)                           | 3     | 5:00 | UFC 291                              | 29.07.2023 | Salt Lake City | Debiut w kategorii półciężkiej. Co-Main Event                                                  |
| Przegrana | 7-2    | Israel Adesanya (23-2)            | KO (ciosy pięściami)                               | 2     | 4:21 | UFC 287                              | 08.04.2023 | Miami          | Stracił pas mistrzowski UFC w wadze średniej. Main Event                                       |
| Wygrana   | 7-1    | Israel Adesanya (23-1)            | TKO (ciosy pięściami)                              | 5     | 2:01 | UFC 281                              | 12.11.2022 | Nowy Jork      | Zdobył pas mistrzowski UFC w wadze średniej. Bonus za występ wieczoru. Main Event              |
| Wygrana   | 6-1    | Sean Strickland (25-3)            | KO (lewy sierpowy)                                 | 1     | 2:36 | UFC 276                              | 02.07.2022 | Las Vegas      | Bonus za występ wieczoru                                                                       |
| Wygrana   | 5-1    | Bruno Silva (22-6)                | Decyzja (jednogłośna)                              | 3     | 5:00 | UFC Fight Night: Santos vs. Ankalaev | 12.03.2022 | Las Vegas      |                                                                                                |
| Wygrana   | 4-1    | Andreas Michailidis (13-4)        | TKO (latające kolano i ciosy)                      | 2     | 0:18 | UFC 268                              | 06.11.2021 | Nowy Jork      | Debiut w UFC. Bonus za występ wieczoru                                                         |
| Wygrana   | 3-1    | Thomas Powell (4-4)               | KO (cios)                                          | 1     | 4:04 | LFA 95                               | 20.11.2020 | Park City      | Main Event                                                                                     |
| Wygrana   | 2-1    | Marcus Vinicius da Silveira (6-0) | TKO (ciosy)                                        | 2     | 4:55 | Jungle Fight 87                      | 21.05.2016 | São Paulo      |                                                                                                |
| Wygrana   | 1-1    | Marcelo Cruz (8-7)                | KO (ciosy)                                         | 1     | 4:07 | Jungle Fight 85                      | 23.01.2016 | São Paulo      |                                                                                                |
| Przegrana | 0-1    | Quemuel Ottoni (3-0)              | Poddanie (duszenie zza pleców)                     | 3     | 2:52 | Jungle Fight 82                      | 24.10.2015 | São Paulo      | Debiut w MMA                                                                                   |

## Lista zawodowych walk w boksie
| Wynik   | Bilans | Przeciwnik (bilans przed walką) | Rozstrzygnięcie | Runda | Data       | Miejsce  | Uwagi           |
| ------- | ------ | ------------------------------- | --------------- | ----- | ---------- | -------- | --------------- |
| Wygrana | 1-0    | Marcelo de Souza Cruz (0-0)     | TKO             | 3/4   | 17.06.2017 | Sorocaba | Debiut w boksie |

## Życie prywatne
Pereira ma dwóch synów ze swoją byłą żoną.
Ma rdzennych przodków z plemienia Pataxó. Jego pseudonim to Alex „Poatan” Pereira, w języku Tupi „Poatan” oznacza „Kamienne dłonie”. Przydomek nadał mu jego pierwszy trener kickboxingu, Belocqua Wera, który był również pomagał Pereirze w odkryciu jego rdzennych przodków. Jest częścią rdzennej ludności w Brazylii. Jest bratem Aline Pereiry, która jest zawodową kickboxerką w organizacji Glory oraz zadebiutowała w MMA 18 listopada 2022 roku.
W wolnym czasie ćwiczy łucznictwo.